# Денні Аєлло
Де́нні Ає́лло (англ. Danny Aiello; повне ім'я Де́ніел Луї Ає́лло молодший, англ. Daniel Louis 'Danny' Aiello Jr.; 20 червня 1933, Нью-Йорк — 12 грудня 2019, Нью-Джерсі) — американський актор, найбільш відомий ролями у фільмах «Зачаровані місяцем» (1987), «Роби як треба!» (1989), «Леон» (1994). Найчастіше виконував характерні ролі італоамериканців із вибуховою вдачею. Номінант на премію «Оскар» 1990 року (за роль у фільмі «Роби як треба!»), лауреат премії «Еммі» 1981 року (за роль у дитячому телешоу ABC Afterschool Specials).

## Біографія
Денні Аєлло народився 20 червня 1933 року в Нью-Йорку, в родині, де було ще шестеро дітей. Батько був робітником, а мати — швачкою. Коли мати Денні осліпла, батько покинув сім'ю.
Три роки служив в американській армії в Німеччині. Після повернувся в Нью-Йорк, продавав газети, працював водієм автобуса та викидайлом у нічному клубі.

## Кар'єра
Кінокар'єру почав у 1972 році. Одним із перших фільмів став «Хрещений батько 2» (1974). Виконав роль начальника поліції у фільмі «Одного разу в Америці» (1984). Зіграв у фільмі «Пурпурова троянда Каїру» режисера Вуді Аллена. За роль у фільмі Спайка Лі «Роби як треба» (1989) був номінований на премію «Оскар» (поступився актору Дензелу Вашингтону).
Денні Аєлло також був музичним виконавцем і випустив кілька дисків. Зіграв роль батька героїні Мадонни в її відеоклипі «Papa Don't Preach».
2018 року відзначений у Залі слави Нью-Джерсі, категорія «Театральне мистецтво».

## Особисте життя
У 1955 році Денні Аєлло одружився із Сенді Коен (англ. Sandy Cohen), у пари народилося четверо дітей: Денні (Danny Aiello III), Рік (Rick Aiello), Джеймі (Jamie Aiello) і Стейсі (Stacy Aiello). Старший син Денні (1967—2010), актор і каскадер, помер від раку.
Небіж Денні Аєлло — відомий американський журналіст Майкл Кей (Michael Kay, 1961 р.н.), спортивний репортер та радіоведучий.
Помер 12 грудня 2019 року в Нью-Джерсі після короткої хвороби.

## Фільмографія
| Рік  |   | Українська назва        | Оригінальна назва           | Роль                            |
| ---- | - | ----------------------- | --------------------------- | ------------------------------- |
| 1973 | ф | Бий в барабан повільно  | Bang the Drum Slowly        | Хорс                            |
| 1974 | ф | Хрещений батько 2       | The Godfather Part II       | Тоні Розето                     |
| 1976 | ф | Підставна особа         | The Front                   | Денні ЛаГаттута                 |
| 1981 | ф | Форт Апач, Бронкс       | Fort Apache the Bronx       | Морган                          |
| 1984 | ф | Одного разу в Америці   | Once Upon a Time in America | начальник поліції Вінсент Аєлло |
| 1985 | ф | Пурпурова троянда Каїру | The Purple Rose of Cairo    | Монк                            |
| 1985 | ф | Штучка                  | The Stuff                   | містер Вікерс                   |
| 1985 | ф | Захисник                | The Protector               | Денні Гароні                    |
| 1987 | ф | Влада місяця            | Moonstruck                  | Джонні Каммарері                |
| 1989 | ф | Ударний загін           | Shocktroop                  | Джон Каннінгем                  |
| 1989 | ф | Роби як треба!          | Do the Right Thing          | Сальваторе «Сал» Фрагіоне       |
| 1990 | ф | Глава клану             | The Closer                  | Честер Грант                    |
| 1990 | ф | Драбина Іакова          | Jacob's Ladder              | Луї Денардо                     |
| 1991 | ф | Гудзонський яструб      | Hudson Hawk                 | Томмі П'ять-Тон                 |
| 1992 | ф | Рубі                    | Ruby                        | Джек Рубі                       |
| 1994 | ф | Леон                    | Leon                        | Тоні                            |
| 1996 | ф | Мерія                   | City Hall                   | Френк Ансельмо                  |
| 2006 | ф | Щасливе число Слевіна   | Lucky Number Slevin         | Рот                             |